# Rhodospatha mukuntakia
Rhodospatha mukuntakia — вид квіткових рослин із родини кліщинцевих (Araceae), роду Rhaphidophora. Це ліана, рідним ареалом якої є Болівія, Колумбія, Еквадор, Перу.